# Гази Евренос
Гази Евренос, познат и као Евренос-бег (умро 17. новембра 1417. у Јаници) је био османски војсковођа који је служио Сулејман-пашу, Мурата I, Бајазита I, Сулејмана Челебија и Мехмеда I. Доживео је дубоку старост за своје време.

## Биографија
Његово име је у византијским хроникама писано као Евренос, са различитим корупцијама имена (Вранес, Авраниз и сл). Његов се отац наводи као Иса-бег ,,Френги". Име његовог оца првобитно је било Бранко Лазарт, како тврди и једна вакуф-нама која је састављена по наредби самог Евренос-бега из 1456-1457. Турбе Гази Евреносовог оца налазило на простору некадашњег Српског царства, југозападно од Радовишта у данашњој Северној Македонији. Сачувана породична стабла из 19. века Гази Евреносовог оца упорно зову Бранко или Пранко (овде је конструисано централноазијско порекло, које је фалсификовано - баш као и код других сличних породица тог времена). На натпису на Гази Евреносовом гробу у Јаници (тур. Јениџе-и Вардар),  стоји да је ишао на хаџ (у Меку), што је у то време била уобичајена пракса људи који су тек прешли на ислам. На том натпису он је титулисан као краљ газија и муџахида (бораца за веру), убица неверника и многобожаца.  
Гази Евренос и његови потомци (Evrenosoğulları) су били вође османских акинџија. Евренос-бег је предводио османску војску у нападима на Бугарску, Тесалију и Српску земљу. Након османског освајања Хадријанопоља (1362), Евренос је постављен за управника Тесалије. Он и његове акинџије учествују у Косовском боју (1389) и Никопољској бици (1396). Евренос осваја Кесан, Ипсалу, Комотини, Феру, Ксанти, Маронеју, Сер, Битољ и 1397. године Коринт. Основао је Јаницу на Вардару. Предводио је турски напад на Београд 1409. године са Вуком Лазаревићем против његовог брата Стефана. Имао је седморицу синова и неколико кћери. Гази Евренос-бег је умро у дубокој старости. Сахрањен је у маузолејној гробници 1417. године. Маузолеј је оштећен у 19. веку и једно време је служио као пољопривредна продавница. 
Гази Евренос је родоначелник једне од четири породице које су заједно створиле Османско царство. Две су првобитно биле хришћанске (породице Ћосе Михала и Гази Евреноса), а две муслиманске (породице Османа и Турахана). Титула на гробу бега Орхана била је султан газија. Гази Евренос је себе видео као скоро једнаког османским владарима. Сличне титуле се налазе на гробу Гази Али-бега, сина Ћосе Михала. И султан Бајазит I је сматрао своје савременике из ових породица засебним владарима. Никада ниједан члан ових великашких породица није добио руку неке жене из Османовог потомства. Ово и текстови неких хроника који говоре о њиховим амбицијама и сну Мурата II говоре колика је моћ ових породица била. Изгледа да су породице Ћосе Михала и Гази Евреноса биле фактички владари европских поседа османске државе, јер један Млечанин (Пјетро Цено) 1403. извештава да се Гази Евренос успротивио томе да челебија Сулејман преда европске земље ради подршке Венеције, услед чега је челебија Сулејман на крају остао без подршке Евреносове породице.  